# Публий Рупилий
Пу́блий Рупи́лий (лат. Publius Rupilius; умер не позже 129 года до н. э.) — римский военачальник и политический деятель, консул 132 года до н. э. Принадлежал к «кружку Сципиона». Во время консулата подавил Первое сицилийское восстание рабов.

## Происхождение
Публий Рупилий принадлежал к незнатному плебейскому роду, представители которого ранее не занимали высшие должности Римской республики: это были потомственные откупщики. Благодаря Капитолийским фастам известно, что отец и дед Публия носили тот же преномен. У Публия был младший брат Луций.

## Биография
Своей политической карьерой Публий Рупилий был обязан исключительно Публию Корнелию Сципиону Эмилиану, чьим другом он был. Исследователи причисляют Рупилия к «кружку Сципиона», участников которого объединяли любовь к греческой культуре и планы умеренных реформ. Учитывая дату консулата и требования Закона Виллия, Публий Рупилий должен был не позже 135 года до н. э. занимать должность претора. В 132 году до н. э. он стал консулом вместе с ещё одним плебеем, Публием Попиллием Ленатом. Именно тогда сенат сформировал специальную комиссию для расследования деятельности народного трибуна Тиберия Семпрония Гракха, убитого ранее, и наказания его сторонников. Возглавили работу этой комиссии консулы, которые проявили крайнюю жестокость, приговорив многих к смерти или изгнанию, и стали объектами почти всеобщей ненависти.
В том же году Публий Рупилий отправился с армией в Сицилию на борьбу с восставшими рабами. Первых успехов в этой войне достиг его предшественник Луций Кальпурний Пизон Фруги. Рупилий же взял штурмом главные укрепления повстанцев, Тавромений и Энну, и перебил больше двадцати тысяч рабов, а вождя восстания Евна захватил в плен. Публий оставался на острове и в следующем году с полномочиями проконсула. Вместе с десятью послами сената он установил в Сицилии, словно в только что завоёванной стране, новый порядок, известный как lex Rupilia; по возвращении в Рим Публий удостоился триумфа за свои успехи (131 год до н. э.).
Рупилий умер не позже 129 года до н. э. (известно, что на момент его смерти Сципион Эмилиан был ещё жив). Античные авторы сообщают, что причиной смерти было огорчение Публия из-за того, что его брат потерпел поражение на консульских выборах.

## Потомки
У Публия Рупилия была дочь, жена некоего Квинта Фабия, который под началом тестя участвовал в войне с сицилийскими рабами. Предположительно этот Квинт Фабий был сыном Квинта Фабия Максима Сервилиана. Сыновей ни у Публия, ни у его брата, по-видимому, не было; во всяком случае, в последующие времена Рупилии уже не упоминаются в источниках.